# Jay Murphy
Pour les articles homonymes, voir Murphy.
Jay Dennis Murphy  , né le 26 juin 1962 à Meriden dans le  Connecticut, est un joueur américain de basket-ball.
Ailier fort passé par les Eagles de Boston College, il a été choisi par les Warriors de Golden State au 2e tour (31e au total) de la Draft 1984 de la NBA puis échangé avec la franchise des Clippers de Los Angeles qui ont les droits de draft du 31e choix des Warriors de Golden State en échange de Jerome Whitehead. Il quitte les Clippers le 17 décembre 1985 pour aller jouer à Springfield Fame dans l'United States Basketball League. Il revient en NBA le 3 septembre 1986 où il signe en tant qu'agent libre avec les Bullets de Washington. Il n'y reste qu'un an. Il entame ensuite une carrière en Europe où il signe pour la saison 1989-1990 avec le Paris Basket Racing puis la saison suivante avec ASVEL Lyon-Villeurbanne. Il quitte la France pour jouer les quatre dernières années de sa carrière avec le club italien de Fabriano Basket.
Murphy a été nommé au Boston College Varsity Club Athletic Hall of Fame en 1999. Son fils joue au basket à l'Université de Floride